# Доброго траура
«Доброго траура» (англ. Good Mourning) — американская комедия 2022 года. Сценарий к фильму написали Machine Gun Kelly и Mod Sun, они же срежиссировали и спродюсировали фильм, а также сыграли главные роли.
Критики приняли фильм негативно. На антипремии «Золотая малина-2023» фильм получил приз за «Худшую режиссуру».

## Сюжет
Телевизионный актёр Лондон Клэш живёт в большом особняке на Голливудских холмах. Вместе с ним в особняке живёт ещё несколько его друзей. Однажды утром он получает от своей девушки странное сообщение: «Доброго траура» (англ. Good Mourning). Парень не понимает, то ли Эппл бросает его, то ли это просто опечатка и имелось ввиду «Доброго утра» (англ. Good Morning). Он пытается связаться со своей девушкой по телефону, но ничего не выходит. Лондон и несколько его друзей отправляются к Эппл домой. На месте они никого не застают, и друзья предлагают залезть к ней в дом и поискать улики. Там они случайно разбивают урны с прахом кремированных родственников Эппл. Приятель Лондона Энджел не находит ничего лучше, как предложить заменить пепел из урны на пепел от конопли, так как они похожи по консистенции.
Вся компания возвращается домой к Лондону. Там они покупают коноплю и скуривают её, а ассистентка Лондона Олив склеивает урны. Друзья Лондона отправляются домой к Эппл, чтобы вернуть урны на место, а сам актёр отправляется на встречу с режиссёром, так как его агент пытается выбить ему роль Бэтмена в новом фильме. У Эппл дома друзья обнаруживают, что та куда-то уезжает с сумками и каким-то парнем. Лондон знает, что Эппл часто летает по своим делам из аэропорта Ван-Найс, и отправляется туда. На встрече же с режиссёром его подменяет его чернокожий друг Лео, который приходит на встречу в маске слона. Лондон в аэропорту нападает на случайных людей и его нокаутирует человек Денниса Родмана. Лондона спасает Сабрина, девушка-сталкер, которая уже давно за ним следит.
Сабрина отвозит Лондона к нему домой, где того уже ждёт Эппл. Та объясняет, что её утреннее сообщение было опечаткой, а таинственный новый мужчина рядом с ней — её стилист. Однако она не понимает, почему Лондон приехал на машине вместе с Сабриной, которой по суду запрещено к нему приближаться. Раздражённая Эппл уезжает, а Лондон узнаёт от агента, что роль Бэтмена ему не светит. Лондон с друзьями отправляется спасать из тюрьмы Дилана и Лео, которые попали туда ранее, так как похожи на тех людей, что утром вломились в дом актрисы Эппл. Когда вся компания оказывается в сборе, то отправляется на вечеринку к рэперу YG, так как Эппл возможно находится там. С вечеринки их прогоняют, но теперь им нужно спасать Толстяка Джо от передозировки кетамином.
Вечером вся компания отправляется в кафе. Лондон узнаёт от агента, что видео, где его бьют в аэропорту, завирусилось в сети, так что, возможно, роль Бэтмена он все-таки получит. Лондон пробует позвонить Эппл и та отвечает. Парень предлагает девушке встретиться на холмах в том месте, где они первый раз поцеловались, чтобы всё прояснить. Эппл соглашается. По дороге на место встречи Лондон отвлекается на написание сообщений в телефоне, и его машина сталкивается с машиной Эппл. Парень и девушка оказываются в больнице в одной палате.

## В ролях
- Machine Gun Kelly — Лондон Клэш
- Mod Sun — Дилан
- Бекки Джи — Эппл
- Дав Камерон — Олив
- GaTa — Лео
- Зак Вилла — Энджел
- Дженна Бойд — Сабрина
- Бу Джонсон — Толстяк Джо
- Эмбер Роуз — продавщица «травки»
- Аврил Лавин — играет себя
- Деннис Родман — играет себя
- Рики Томпсон — тренер
- Том Арнольд — режиссёр
- Уитни Каммингс — Максин
- Меган Фокс — Кеннеди
- Пит Дэвидсон — Барри
- Эдин Росс — работник аэропорта
- Дэнни Трехо — играет себя
- YG — играет себя
- Trippie Redd — играет себя
- Бриттани Фурлан — официантка
- Снуп Догг — косяк

## Приём
Фильм был выпущен в прокат 20 мая 2022 года на 28 экранах. В общей сложности собрал в прокате 21 348 $. Критики приняли фильм негативно. На сайте Rotten Tomatoes рейтинг «свежести» фильма составляет 0 %. На антипремии «Золотая малина-2023» фильм получил семь номинаций, включая номинацию за «Худший фильм», однако по итогу взял только одну награду. Machine Gun Kelly и Mod Sun получили приз за «Худшую режиссуру».